# 頓遜

頓遜又名典遜，是东南亚古国，现已不存在。其地在今缅甸丹那沙林。
丹那沙林在《梁書》中称为頓遜國，在6世紀初为扶南屬国。
《梁書·諸夷》：“頓遜國，在海崎上，地方千里，城去海十里。有五王，并羈屬扶南。頓遜之東界通交州，其西界接天竺、安息、徼外諸國，往還交市。所以然者，頓遜回入海中千余里，漲海無崖岸，船舶未曾得徑過也。其市，東西交會，日有万余人。珍物寶貨，無所不有。又有酒樹，似安石榴，采其花汁停甕中，數日成酒。”
后来丹那沙林长时期为缅甸属国，但也曾臣属于暹罗素可泰王国和阿瑜陀耶王国。
頓遜的住民為孟族，屬於南亞語系孟-高棉語族的歷史悠久民族。

## 外部連結
[在维基数据编辑]
 《欽定古今圖書集成·方輿彙編·邊裔典·頓遜部》，出自陈梦雷《古今圖書集成》